# Plateau (Praia)

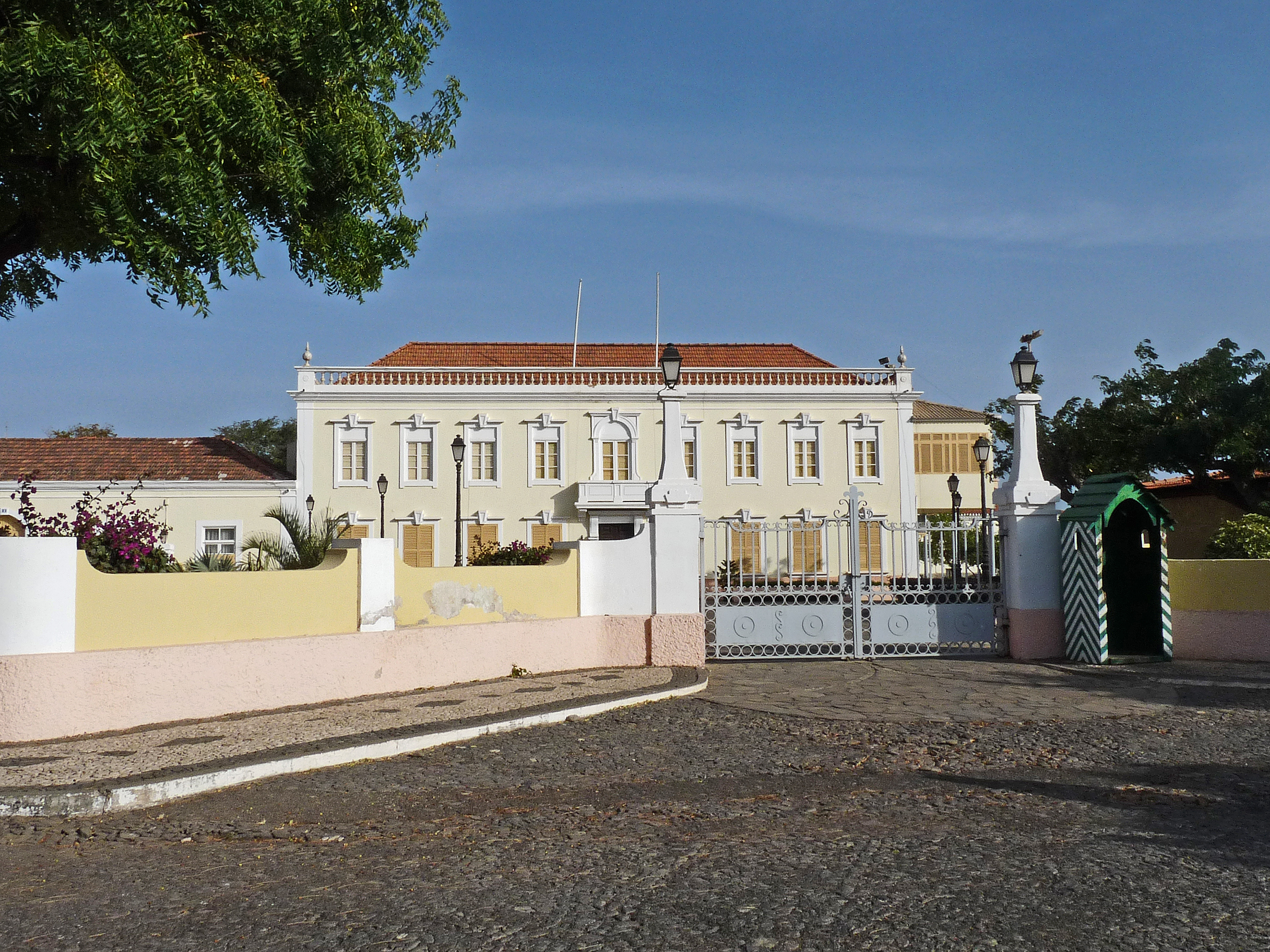
Praia-Palácio Presidencial

Plateau (Platô) ist das historische Zentrum der Hauptstadt Praia auf der Insel Santiago, Kap Verde. Es ist nach dem Französischen “plateau” benannt, weil es auf einem Plateau über dem Hafen Porto da Praia thront. Es liegt auf einer durchschnittlichen Höhe von 37 m. Beim Zensus 2010 hatte das Viertel 1.019 Einwohner. Im Viertel befinden sich zahlreiche öffentliche Gebäude wie der Palácio da Presidência da República, die Pró-catedral Nossa Senhora da Graça, die Stadthalle und das Museu Etnográfico da Praia.
Angrenzende Stadtteile sind Gamboa/Chã de Areia im Süden, Várzea im Südwesten und Westen, Achadinha im Nordwesten, Fazenda im Norden und Praia Negra im Osten.

## Geschichte

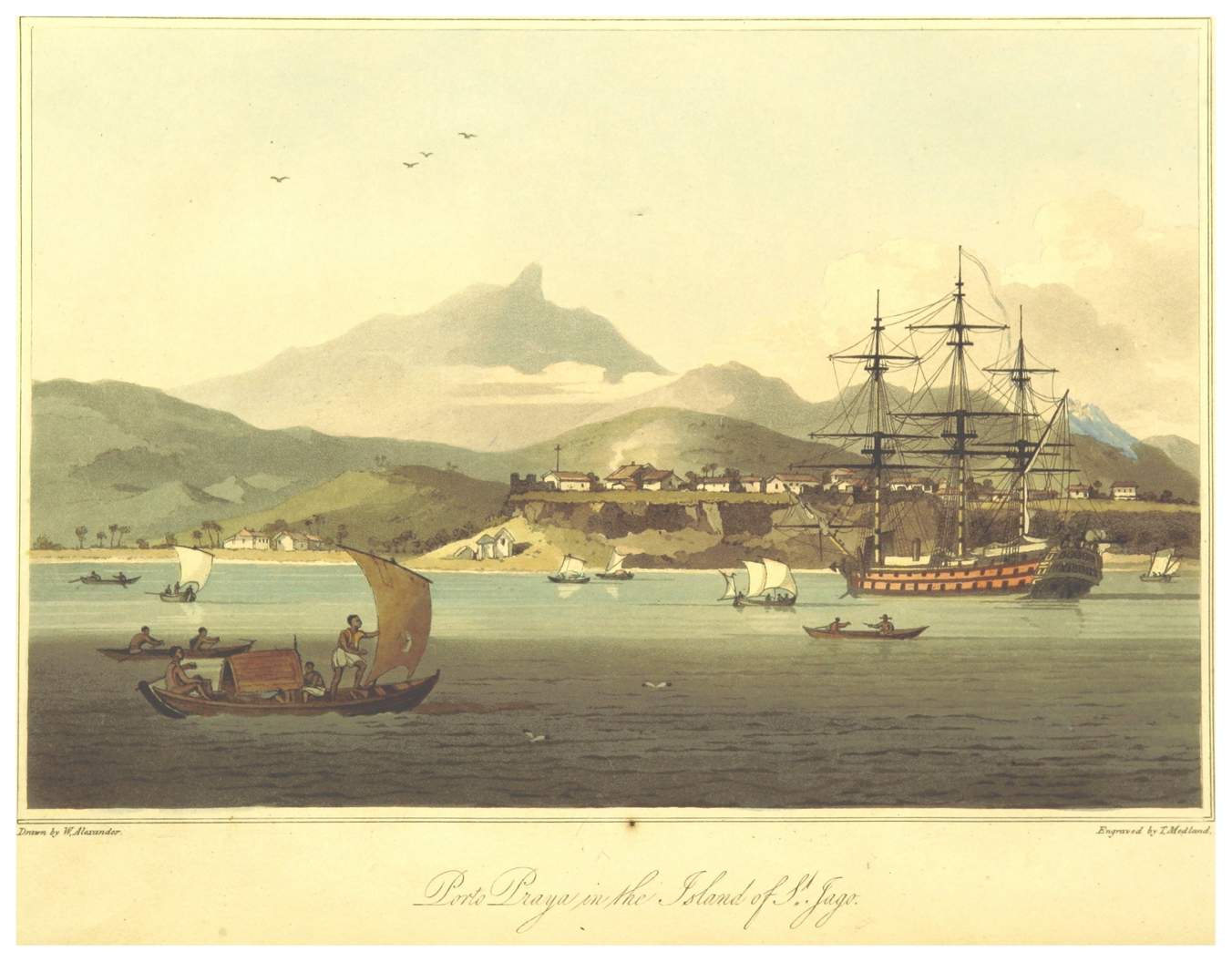
Porto Praia und Plateau 1806.

Praia wurde als Dorf in der nähe des natürlichen Hafens Porto da Praia Anfang des 16. Jahrhunderts gegründet. Aufgrund seiner strategischen Position auf dem Plateau ließ es sich leicht gegen Angriffe von Piraten verteidigen, was einen großen Vorteil gegenüber der älteren Stadt Ribeira Grande (Cidade Velha) darstellte. Sie wurde nach und nach die wichtigste Siedlung in Kap Verde und wurde 1770 Sitz der Kolonialregierung. Im Verlauf des 19. Jahrhunderts wurde das Plateau komplett neu gestaltet mit Straßen nach einem Netzplan, in denen sich große kolonialen Bauten und Stadthäuser aneinander reihen. Seit 2016 steht das historische Zentrum von Praia auf der Tentativliste der Welterbestätten.

## Sehenswürdigkeiten
Die Straßen von Plateau sind planmäßig angelegt. Der Hauptplatz ist die Praça Alexandre Albuquerque mit der Stadthalle und der Kathedrale. Die wichtigsten Straßen sind Avenida Andrade Corvo, Rua Serpa Pinto und Avenida Amílcar Cabral.
- Stadthalle Praia
- Museu Etnográfico da Praia
- Justizpalast
- Palácio da Presidência da República
- Palácio da Cultura Ildo Lobo
- Hospital Agostinho Neto, das wichtigste Krankenhaus der Insel
- Instituto Internacional de Língua Portuguesa
- Postamt Hauptquartier des Correios de Cabo Verde
- Pró-catedral Nossa Senhora da Graça
- Quartel Jaime Mota, frühere Kaserne
- Quintal da Música, Musik-Club
- Liceu Domingos Ramos, Oberschule
- Gebäude des Obersten Gerichts

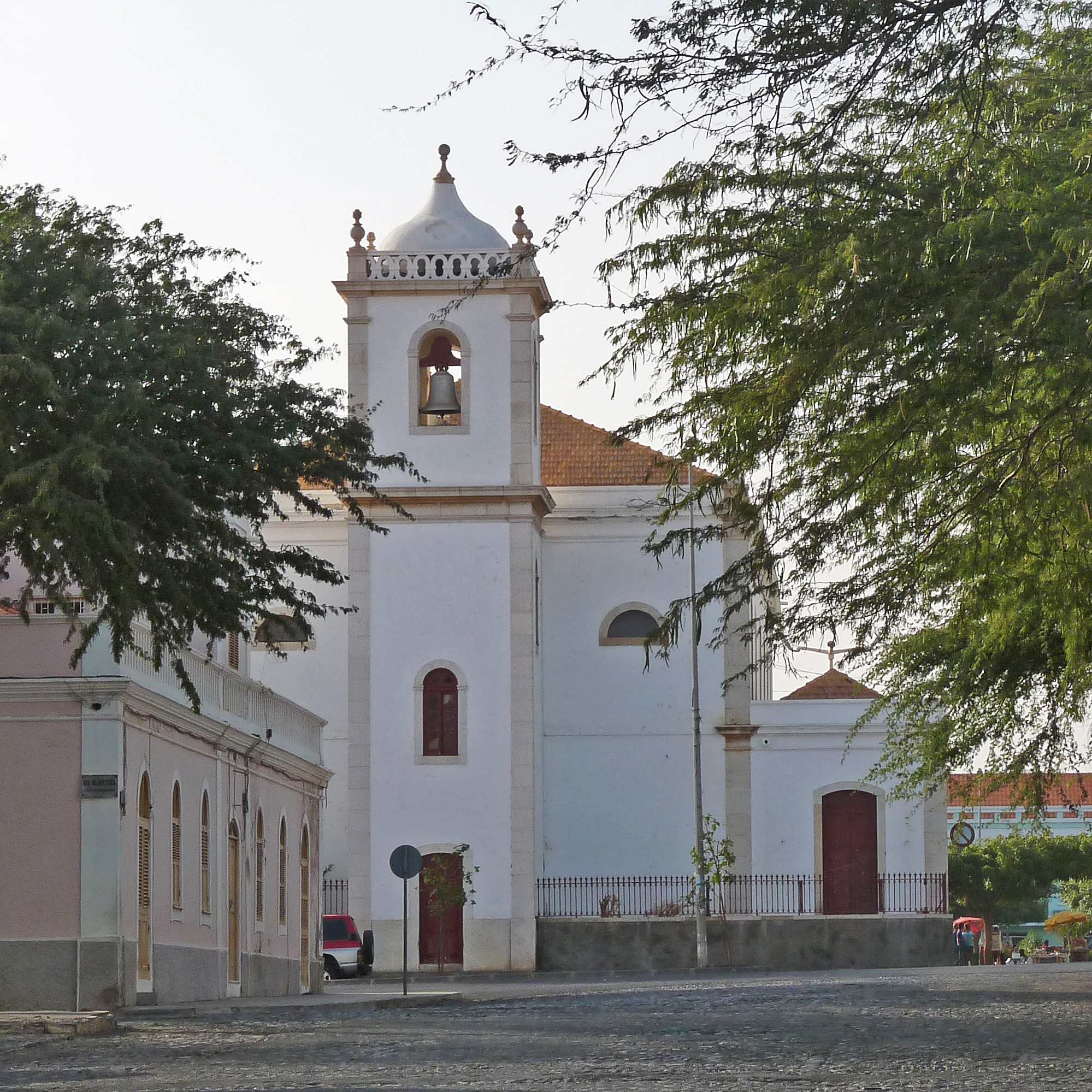
Nossa Senhora da Graça
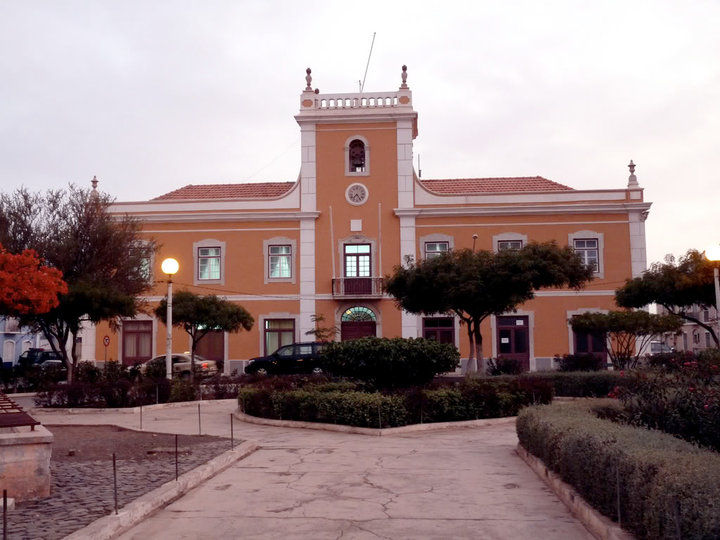
Stadthalle
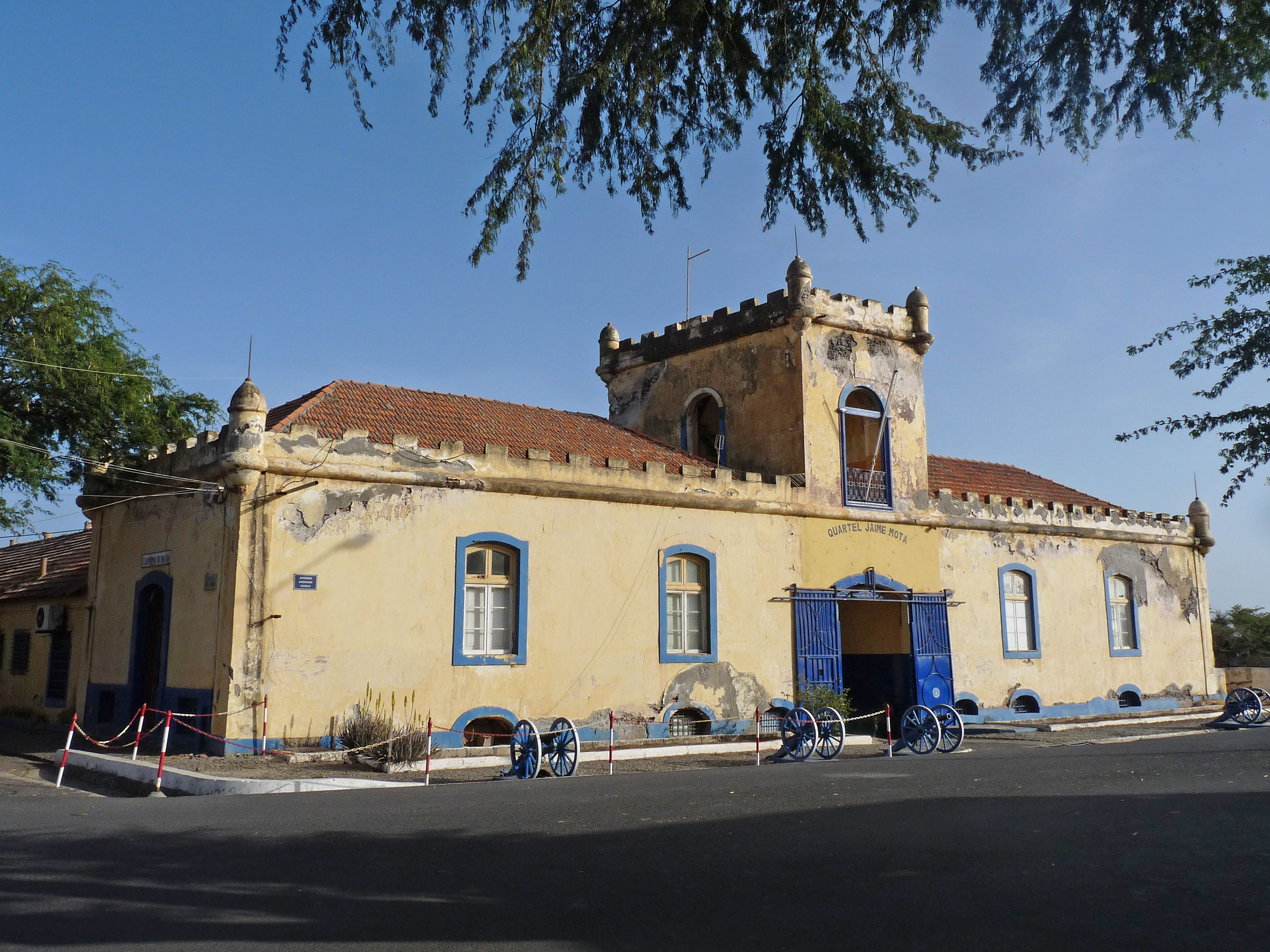
Quartel Jaime Mota
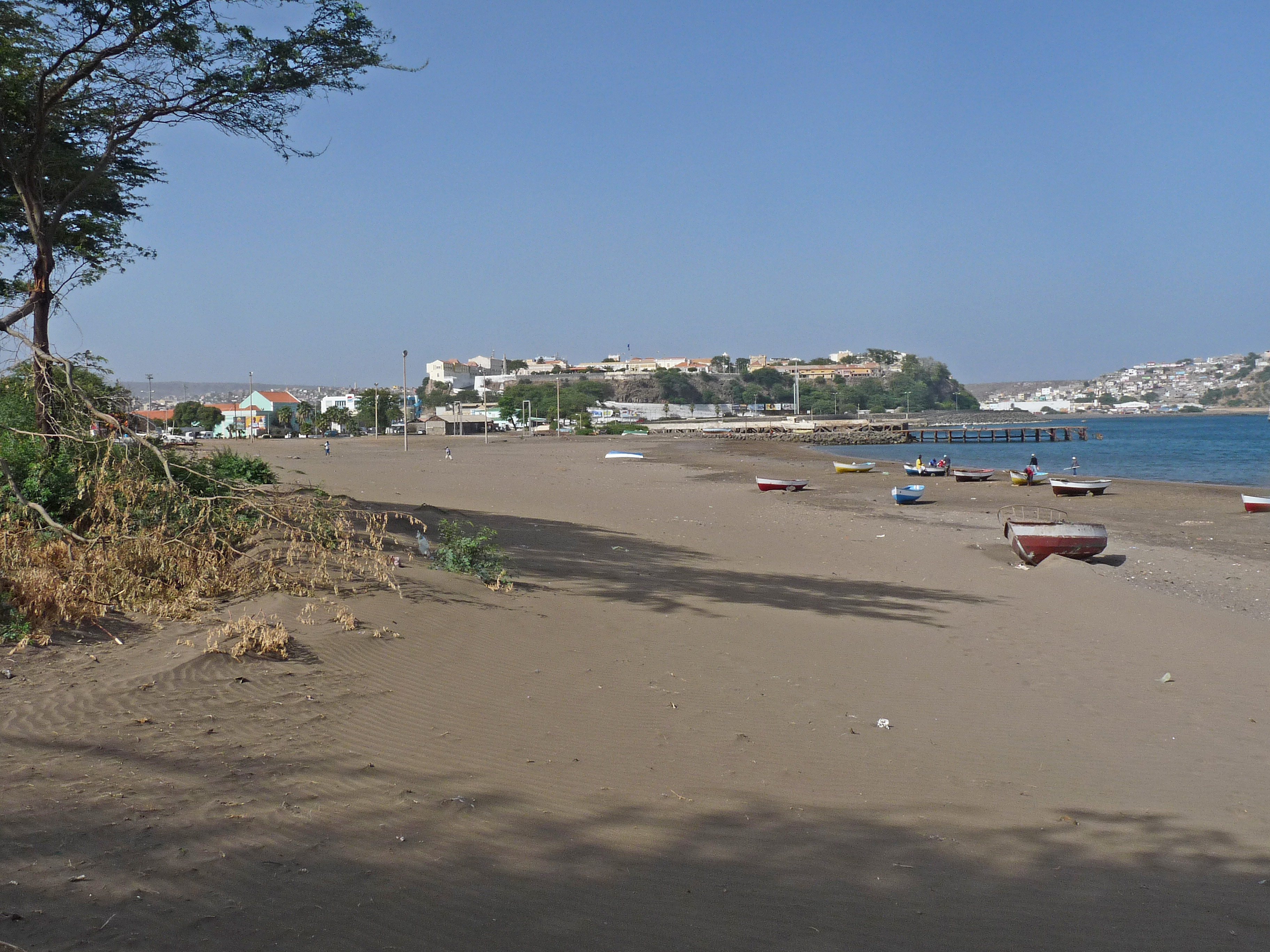
Blick zum Plateau von der Praia da Gamboa
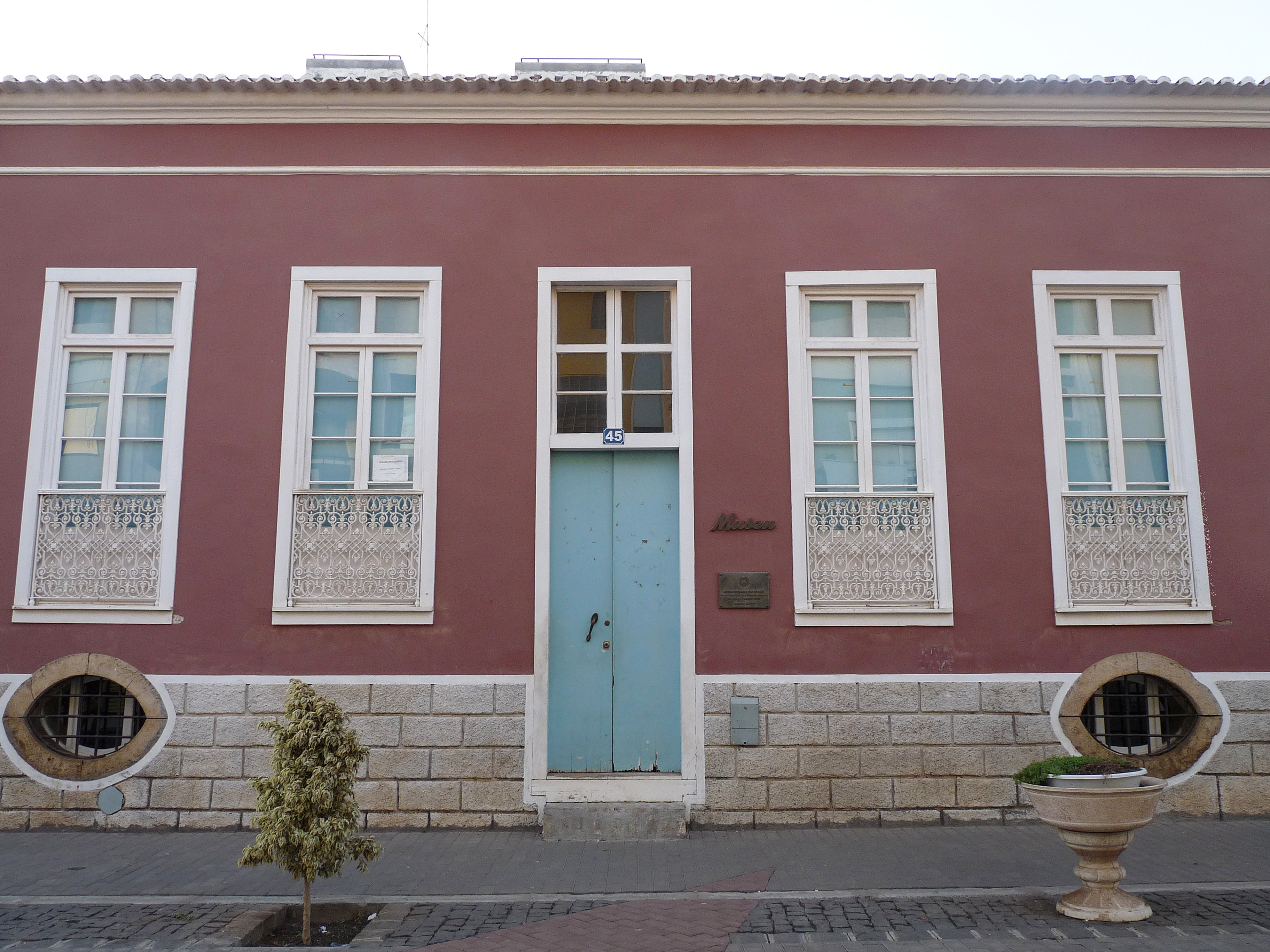
Museu Etnográfico da Praia
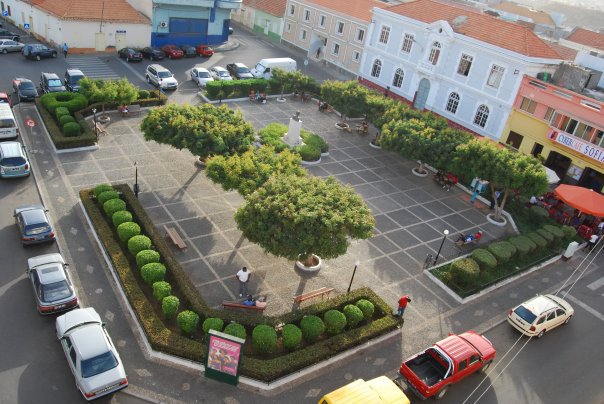
António Loreno Square
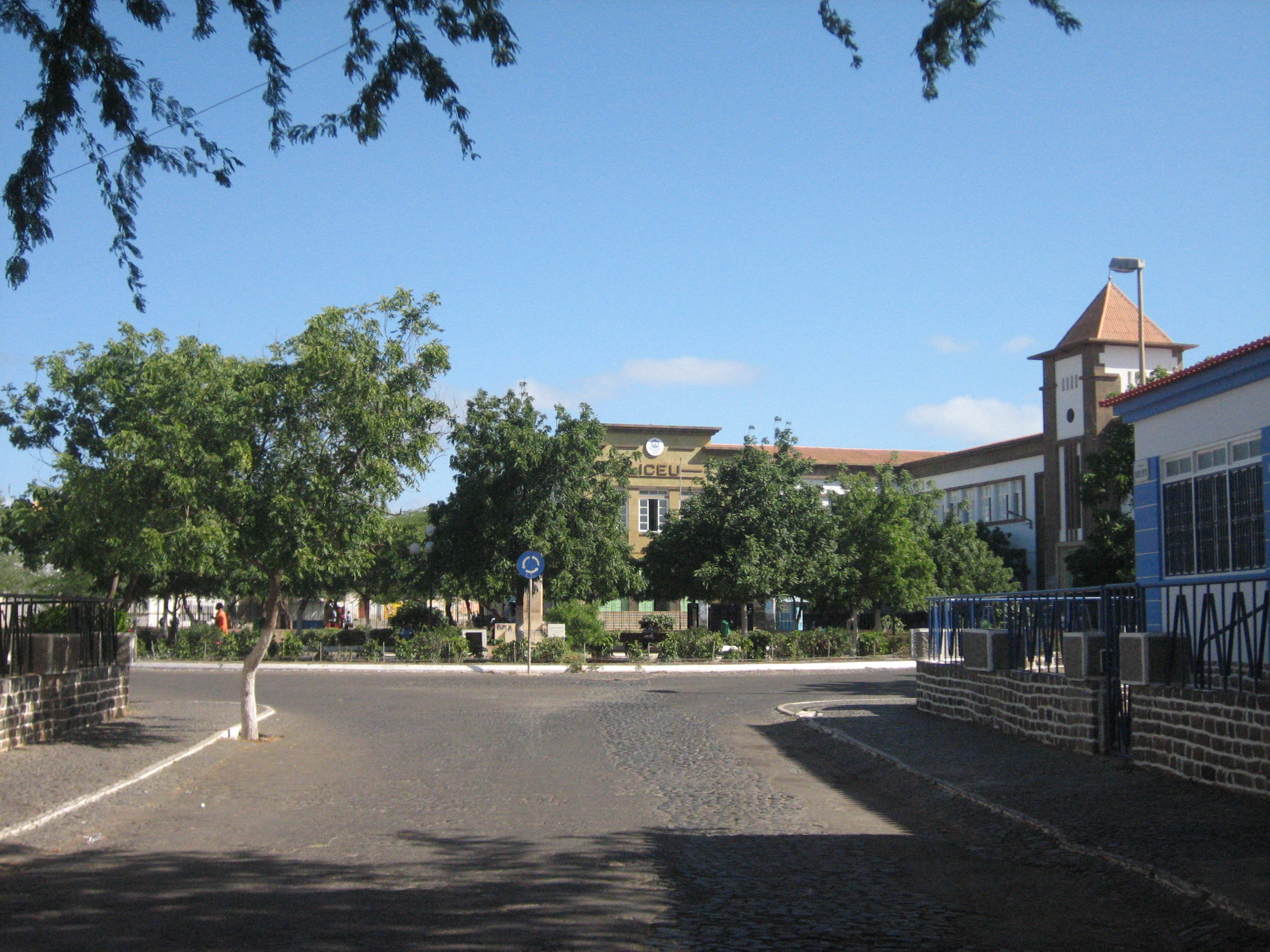
Liceu Domingos Ramos, die wichtigste weiterführende Schule in Praia
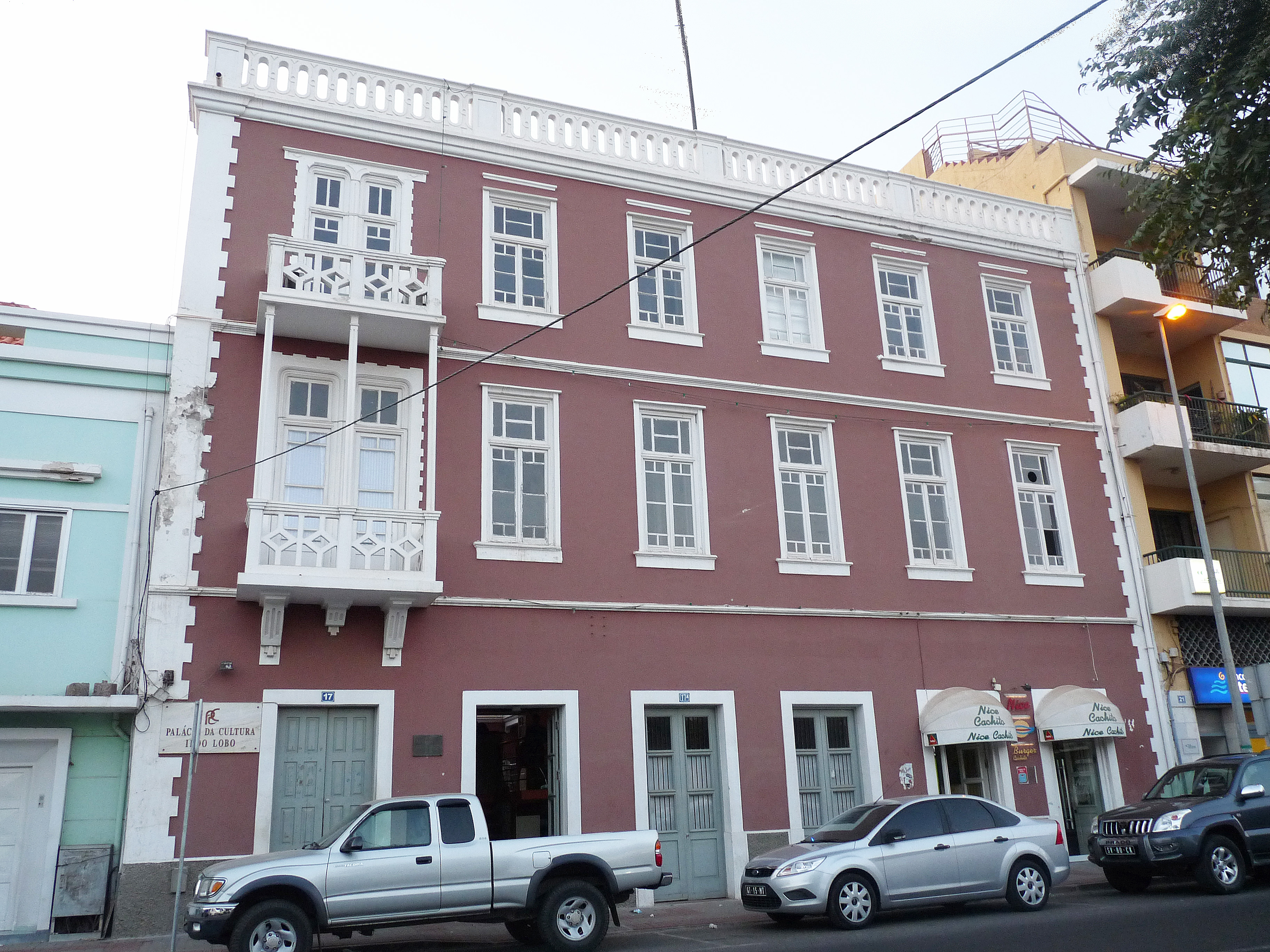
Palácio da Cultura Ildo Lobo
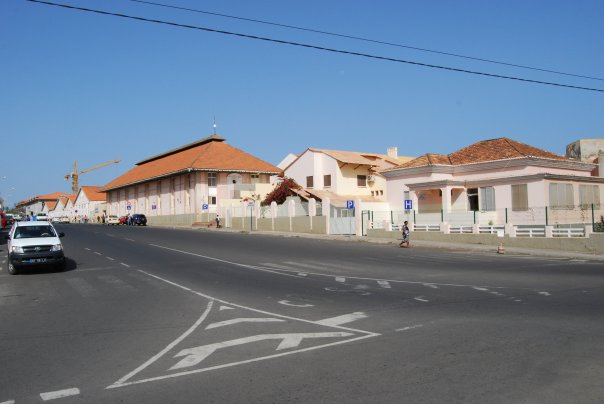
Agostinho Neto Hospital
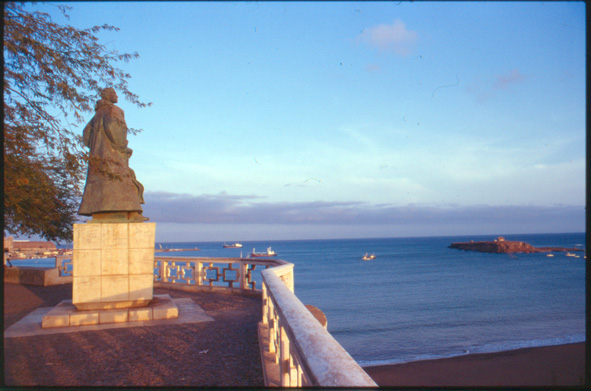
Denkmal für Diogo Gomes mit dem Blick auf den Atlantik und die Ilhéu de Santa Maria